# جزر ساكيشيما

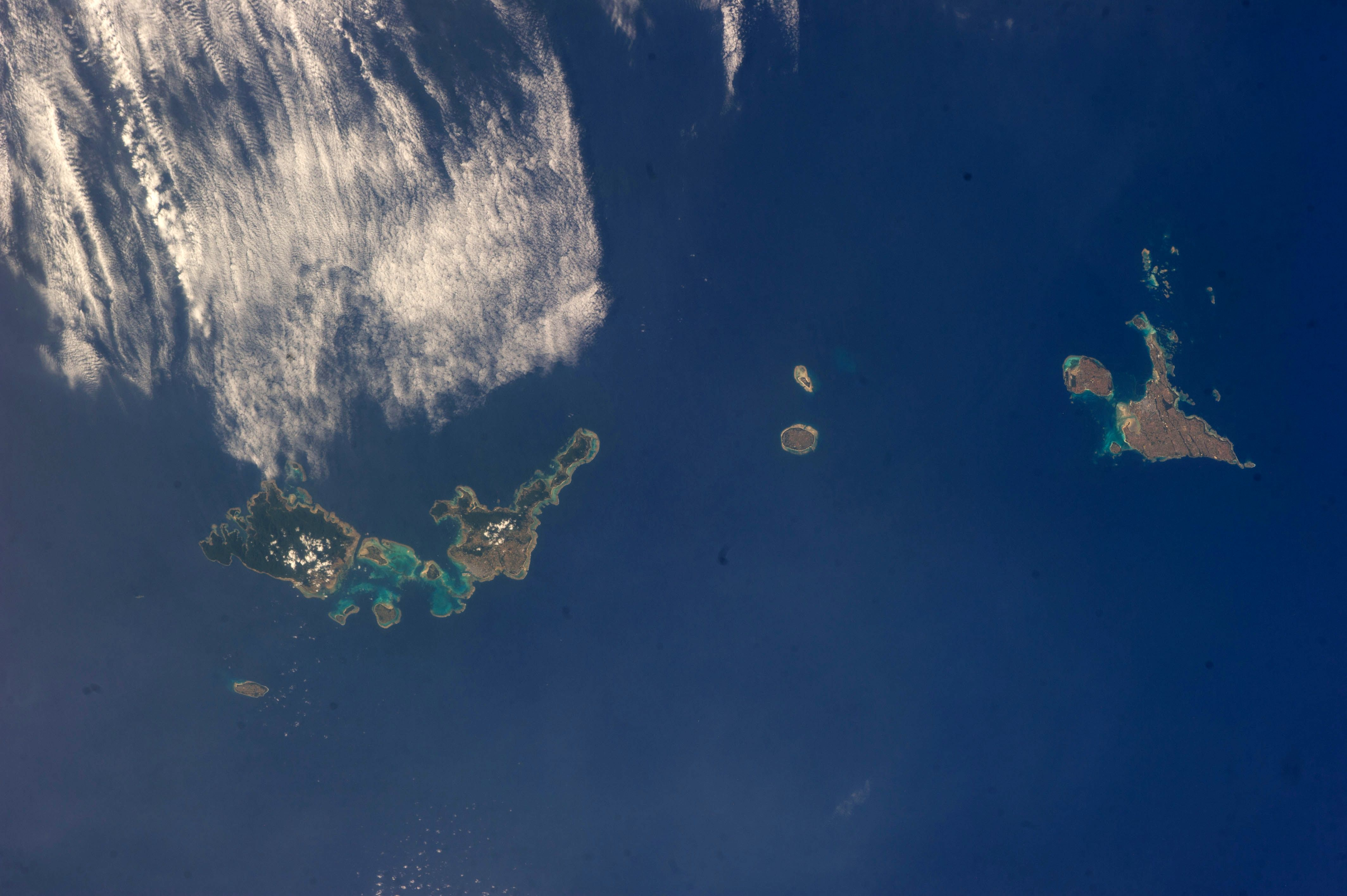
منظر جزر ساكيشيما من محطة الفضاء الدولية

جزر ساكيشيما (先 島 諸島، ساكيشيما شوتو) (أو 先 島 群島، ساكيشيما-غونتو) (بلغة أوكيناوا: ساتشيشيما، بلغة مياكو: ساكسيزيما، بلغة ياياما: ساكيزيما، بلغة يوناغوني: ساتيتشيما) هي أرخبيل يقع في أقصى جنوب الأرخبيل الياباني. وهي جزء من جزر ريوكيو وتشمل جزر مياكو وجزر ياياما. تدار الجزر كجزء من محافظة أوكيناوا، في اليابان.

## الجزر المأهولة
جزر ساكيشيما
- جزر مياكو (محافظة مياكو الفرعية سابقاً)
  -  مدينة مياكوجيما
    - جزيرة إكيما (إكيما-جيما)
    - جزيرة إرابو (إرابو-جيما)
    - جزيرة كوريما (كوريما-جيما)
    - جزيرة مياكو (مياكو-جيما)
    - جزيرة أوغامي (أوغامي-جيما)
    - جزيرة شيموجي (شيموجي-شيما)

  -  قرية تاراما
    - جزيرة مينا (مينا-جيما)
    - جزيرة تاراما (تاراما-جيما)
- جزر ياياما (محافظة ياياما الفرعية سابقاً)
  -  مدينة إشيغاكي
    - جزيرة إشيغاكي (إشيغاكي-جيما)

  -  بلدية تاكيتومي
    - جزيرة آراغوسوكو (آراغوسوكو-جيما)
    - جزيرة هاتروما (هاتروما-جيما)
    - جزيرة إريوموتي (إريوموتي-جيما)
    - جزيرة كوهاما (كوهاما-جيما)
    - جزيرة كوروشيما (كوروشيما)
    - جزيرة تاكيتومي (تاكيتومي-جيما)
    - جزيرة يوبو (يوبو-جيما)

  -  بلدية يوناغوني
    - جزيرة يوناغوني (يوناغوني-جيما)

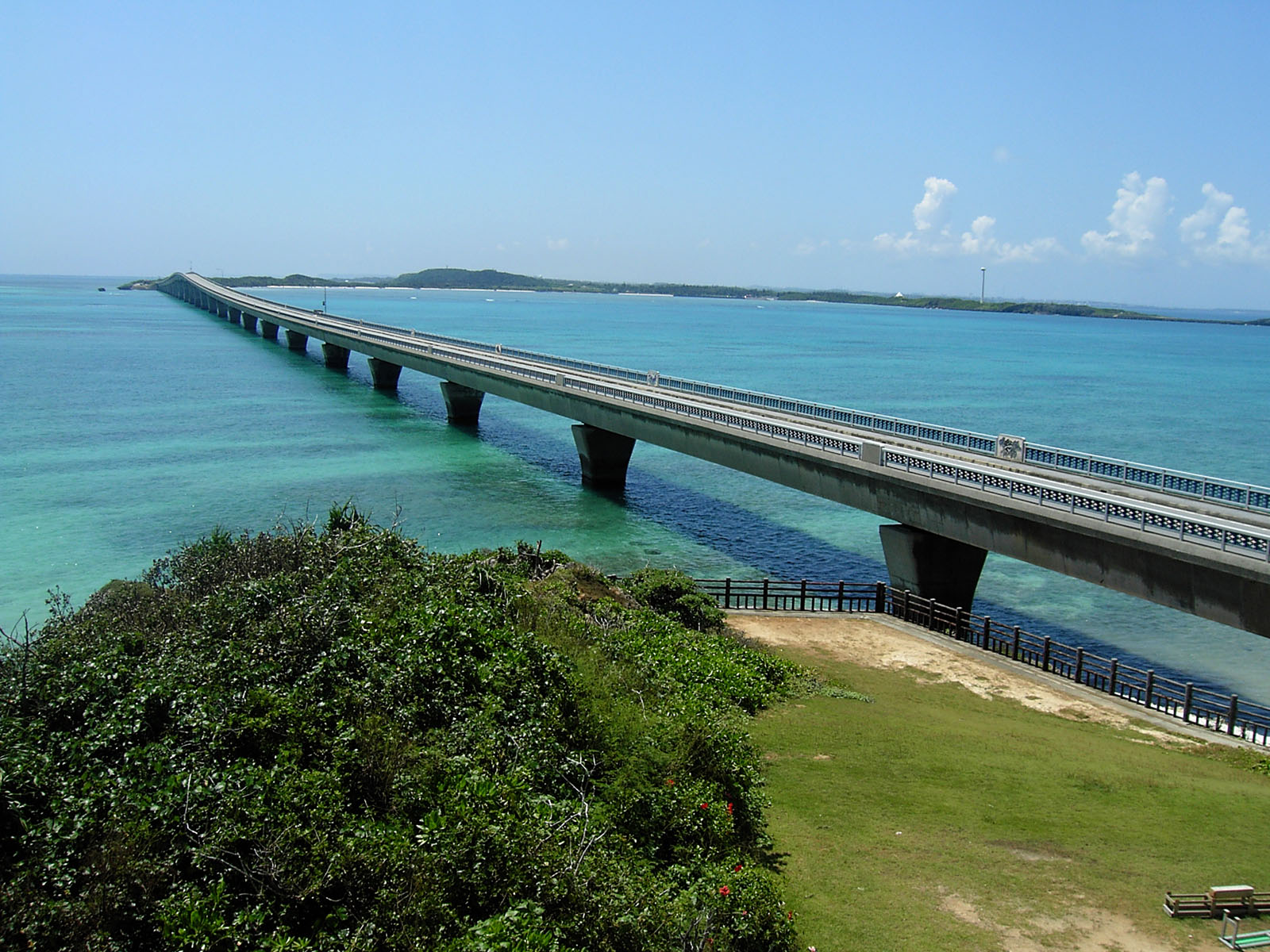
كوبري إكيما، بين مياكو وإكيما
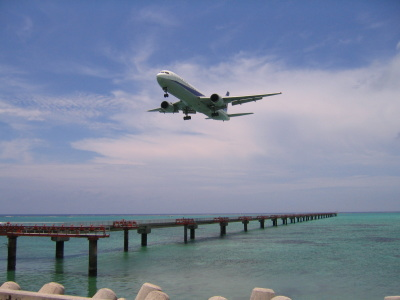
شيموجي
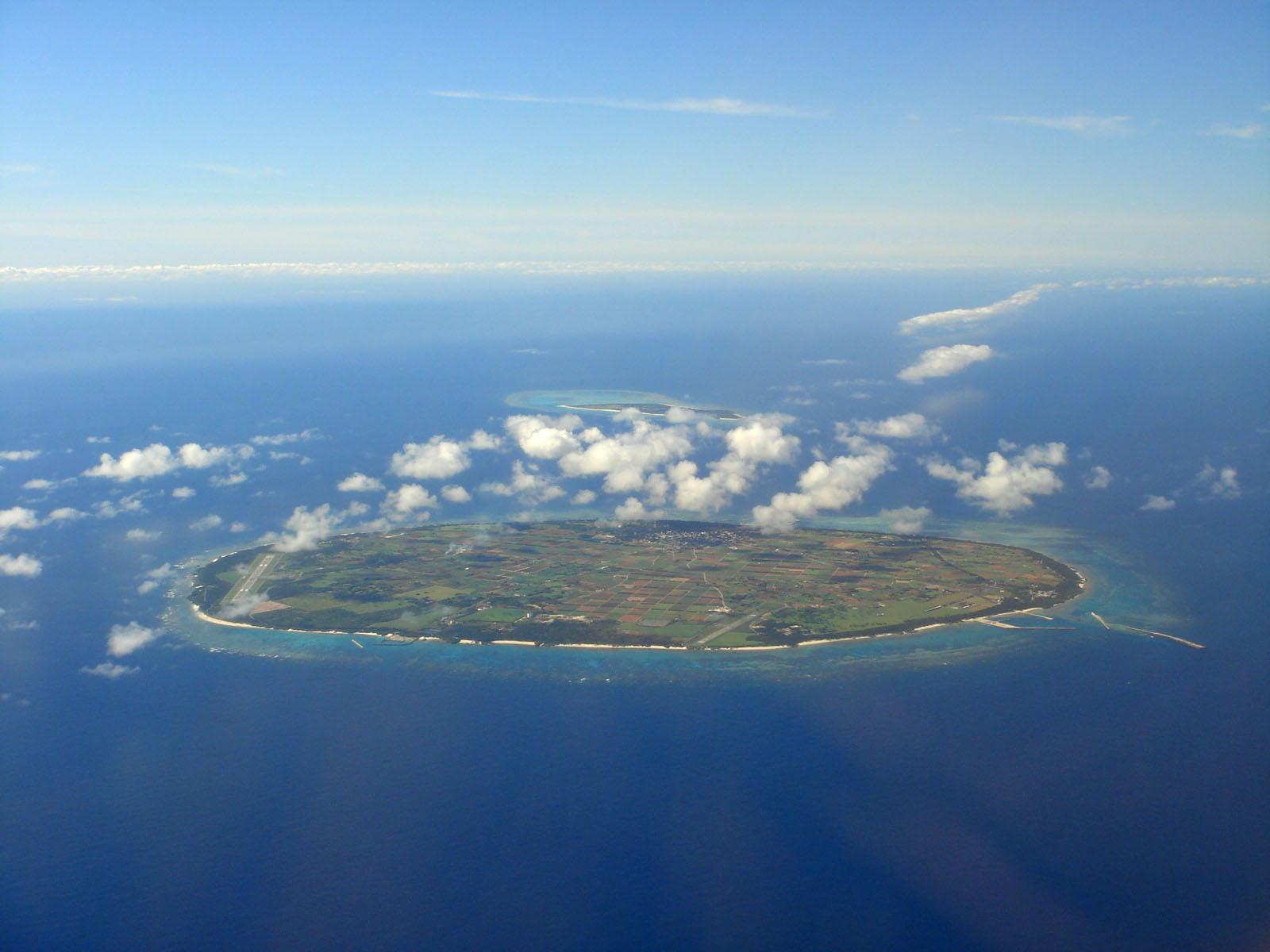
تاراما
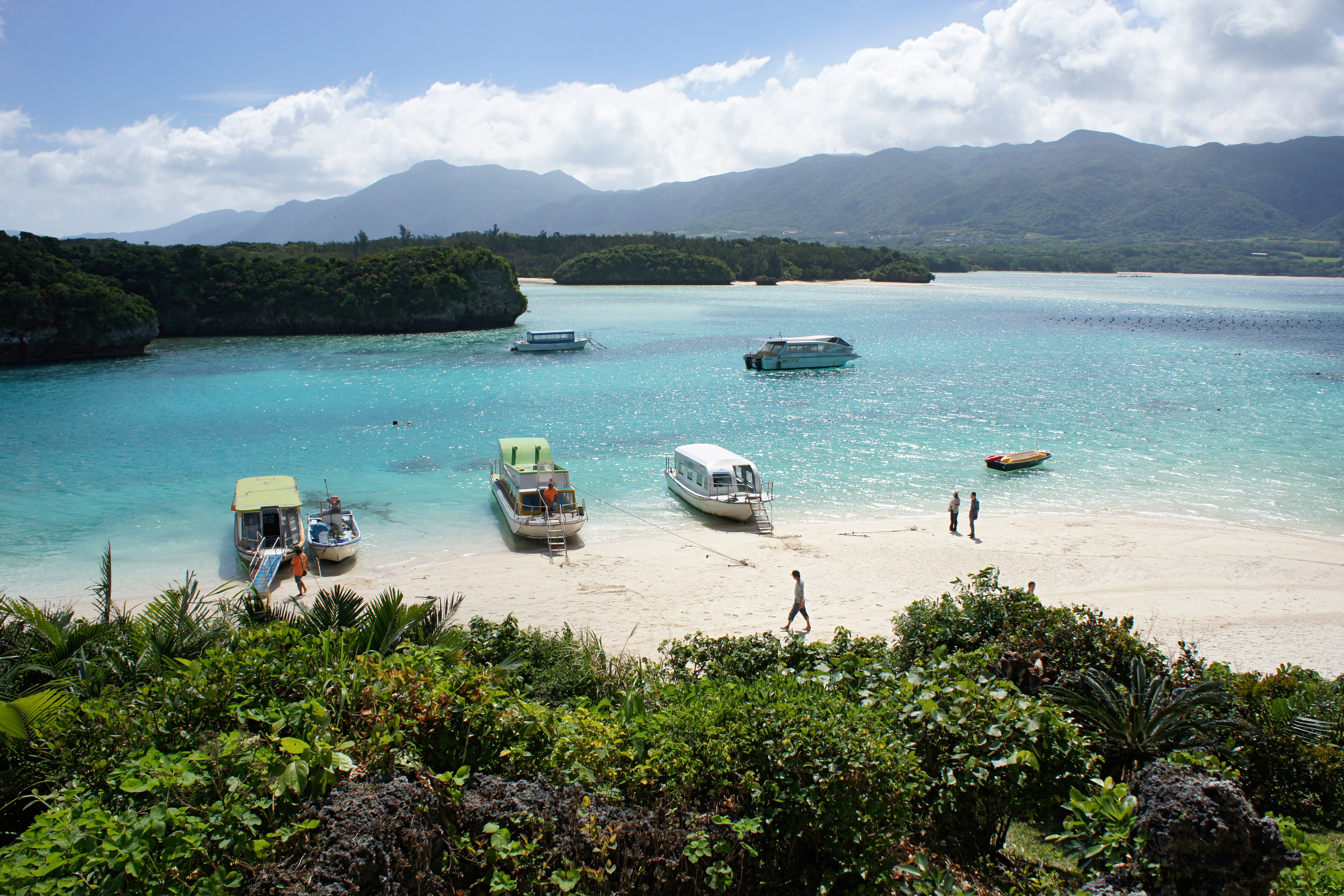
إشيغاكي
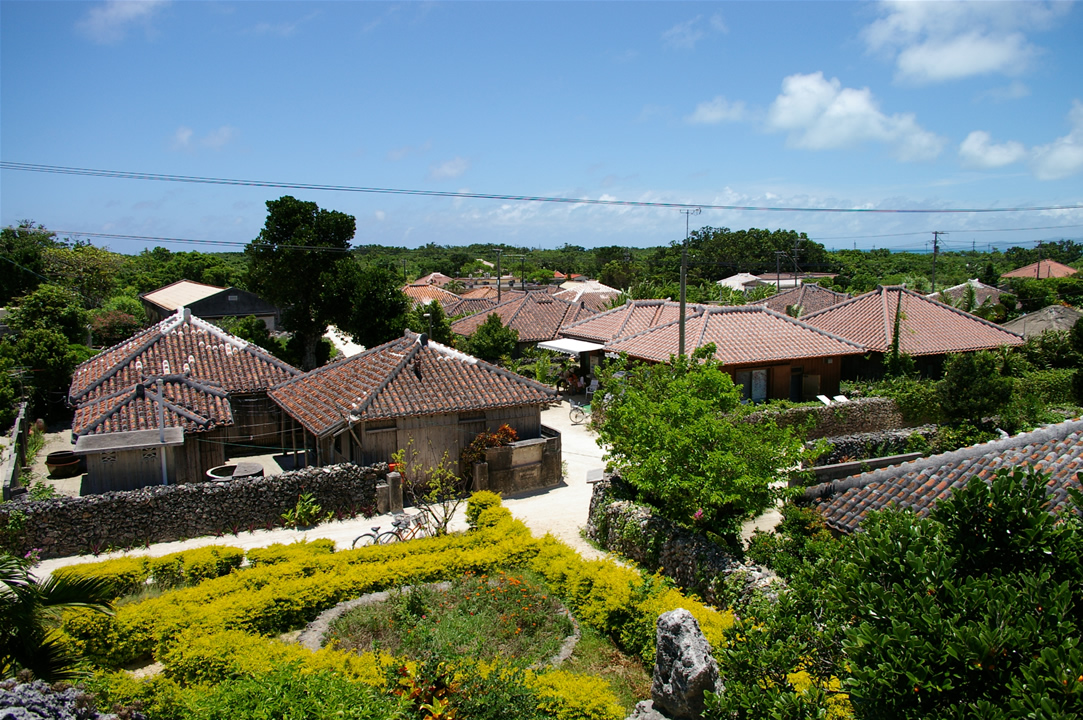
تاكيتومي
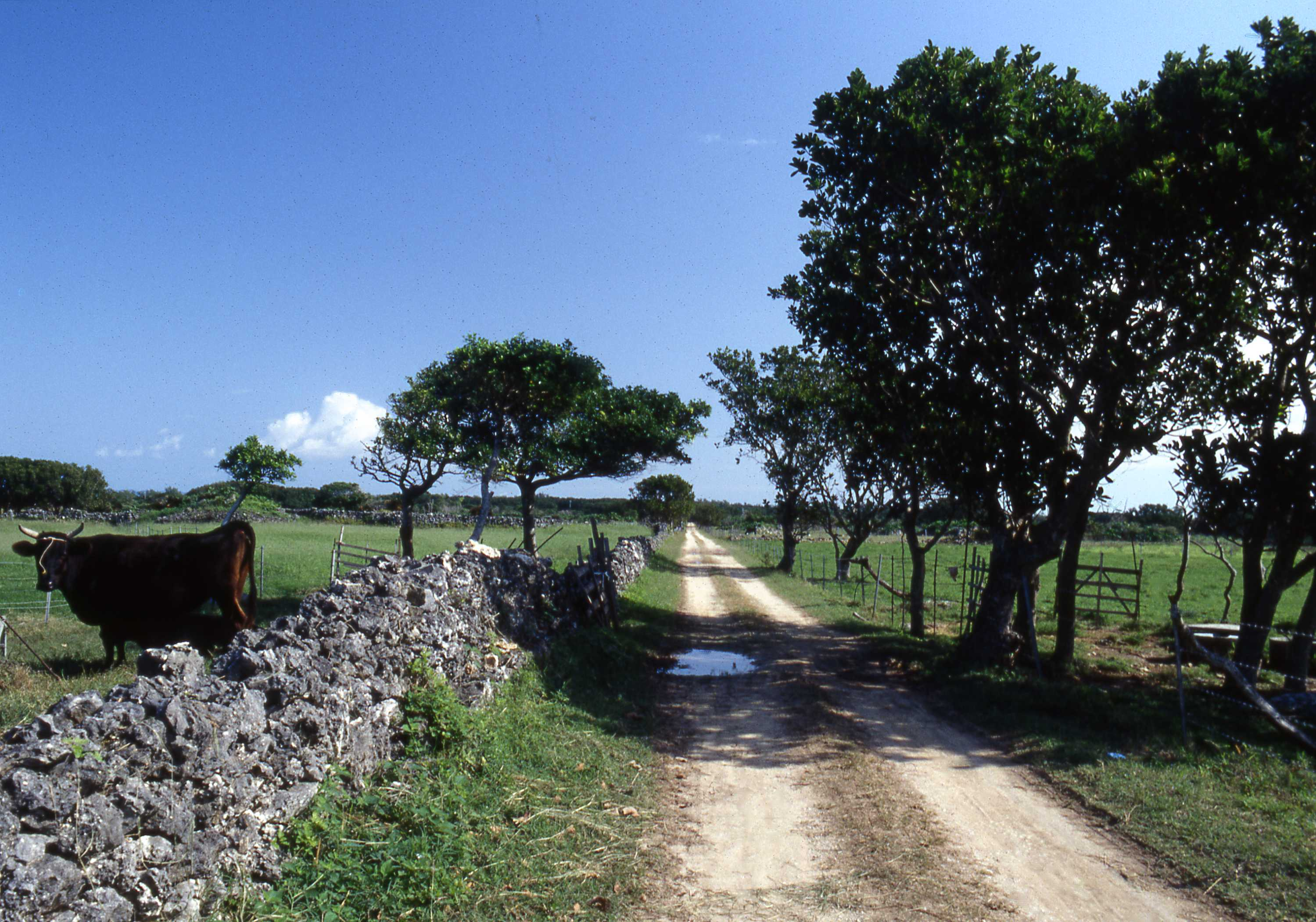
كوروشيما
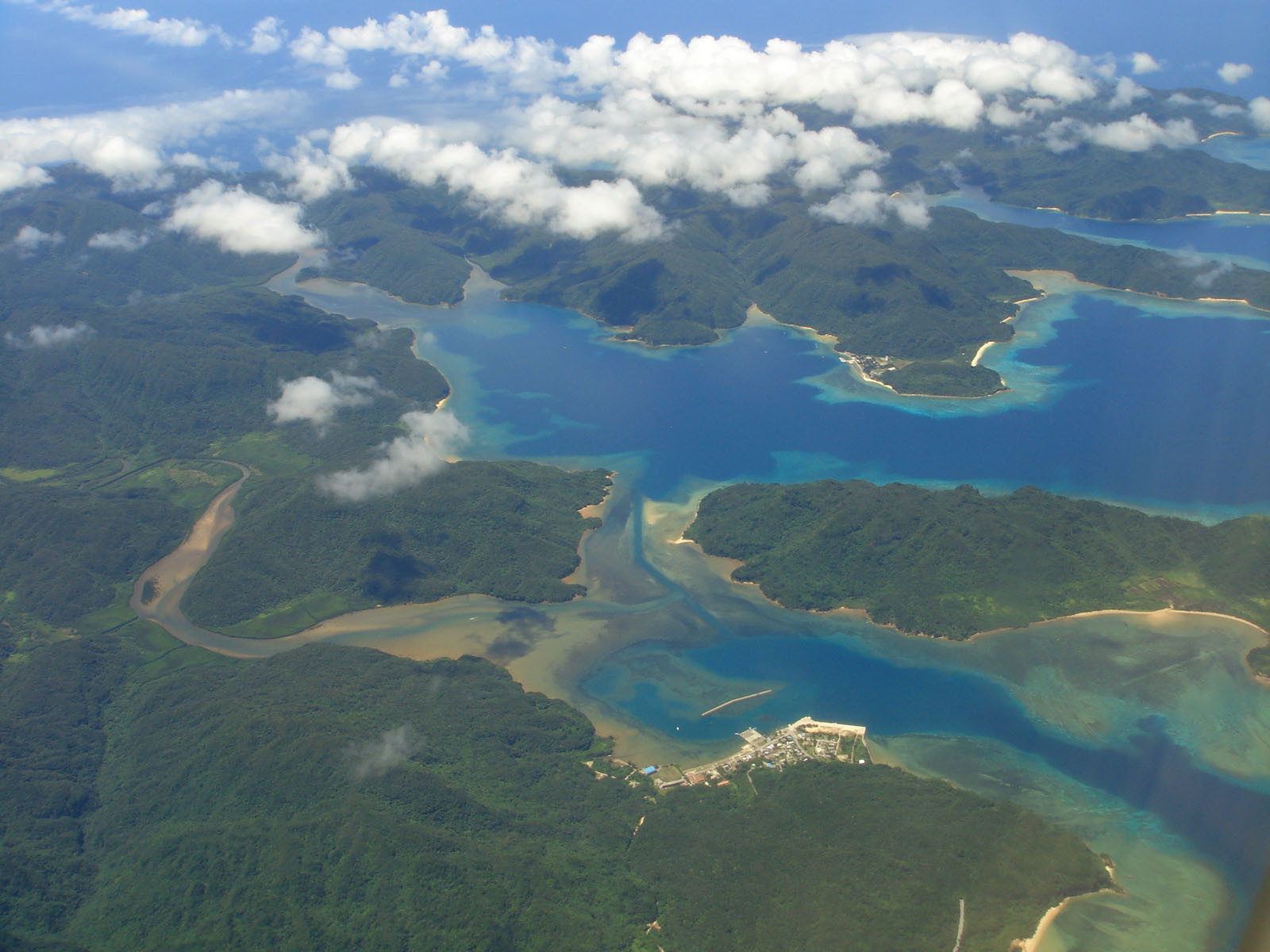
إريوموتي
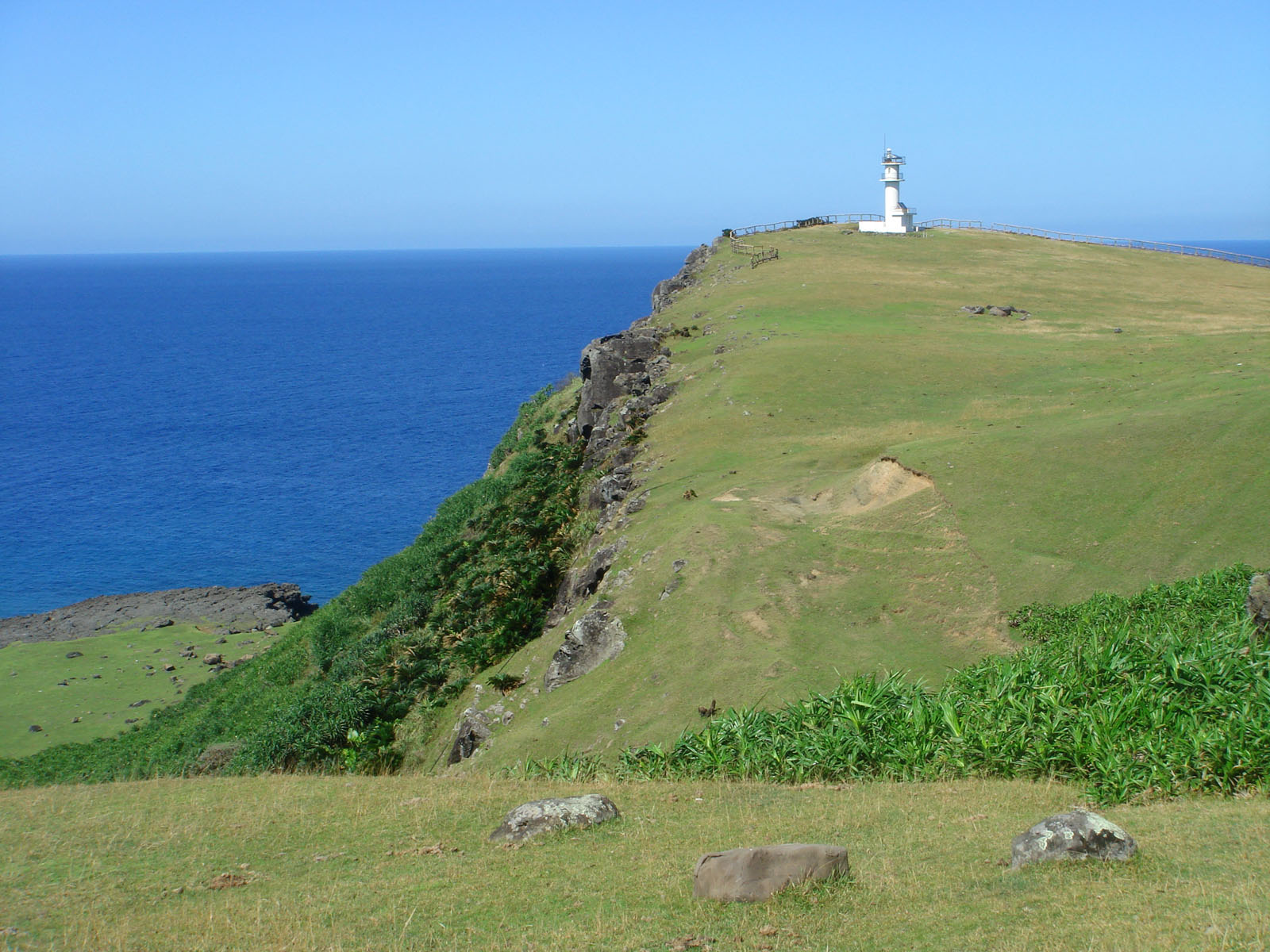
يوناغوني

## تاريخها
وثقّت جزر ساكيشيما لأول مرة في شوكو نيهونغي (797)، الذي جاء فيه أنه في عام 714، دفع أو نو آسون أوجيكي (太 朝臣 遠 建 治) ضريبة إلى دازايفو مع 52 شخص من سكان جزر أمامي (奄 美)، شيجاكي (信 覚)، كومي (球 美) وجزر الأخرى. يُعتقد أن شيجاكي هي إشيغاكي (石 垣)الحالية وكومي (久 米) أو (古 見) هي جزيرة كومي حالياً، إحدى مستوطنات جزيرة إريوموتي. وثق مخطوط تاريخ يوان (1370) وصول منبوذ من مياغو (密 牙 古) إلى ونجو في 1317. ويعتقد أن هذا هو أول توثيق لجزيرة مياكو (宮 古).
استُخرجت أدوات حجرية وصدفية تعود إلى 2500 عام مضت من مكبات الصدف في جزر ساكيشيما. وقد عُثرّ أيضاً على أدوات صدفية من نفس الحقبة في تايوان والفلبين، لكن لم يعثر عليها في جزيرة أوكيناوا أو جزيرة أمامي. وبالتالي يُعتقد أن هذه كان الجزر لديها علاقة ثقافية أقوى أو أوثق مع تايوان والفلبين ومناطق أخرى تتحدث اللغات الأسترونيزية.
صُنعّت الأواني الفخارية المحلية في بداية القرن الحادي عشر. ظهر العديد من الزعماء المحليين، المعروفين باسم آجي، في القرن الخامس عشر. في الوقت نفسه، اعتبرت السلطات السياسية في أوكيناوا الجزر النائية كمراكز توقف هامة على طول طريق التجارة البحرية وعززت نفوذها تدريجياً. وحد يوهاناشييدو تويوميا (与 那覇 勢頭 豊 見 親) مياكو في 1365 ودفع الضرائب لساتو، ملك مملكة تشوزان في أوكيناوا.

## تحت حكم ريوكيو
في 1500، وحدّ أوياكي أكاهاتشي (遠 弥 計 赤 蜂 أو 於 屋 計 赤 蜂)، آجي إشيغاكي، معظم جزر ياياما وثار ضد مملكة ريوكيو رافضاً دفع المزيد من الضرائب. وبينما كان يخطط لغزو مياكو، اكتشف ناكاسوني تويوميا (仲 宗 根 豊 見 親)، آجي مياكو، الخطة وأطلق غزواً استباقياً لجزر ياياما. هُزم أوياكي أكهاتشي في قلعة فوروسوتوبارو وذهب ناكاسوني تويوميا لغزو يوناغوني. رد الملك شو شين ملك ريوكيو على التمرد الأولي بإرسال قوات، لكنها وصلت إلى مياكو بعد توقف معظم القتال. تألف جيش ريوكيو من 3.000 جندي و100 سفينة. اختار ناكاسوني تويوميا الاستسلام بدلاً من القتال وسلم كل جزر ساكيشيما إلى ريوكيو.
غزت عشيرة شيمازو التابعة لمقاطعة ساتسوما الإقطاعية اليابانية المملكة خلال غزو ريوكيو عام 1609. تمكنت ساتسوما من الاستيلاء على قلعة شوري وأسر الملك شو ني بحلول أوائل مايو، ثم أرسلت رسالة إلى جزر ساكيشيما تطالبهم باستسلامهم، فامتثلوا لها. في القرون التالية من التبعية لساتسوما، وُضعت حكومة ريوكيو تحت ضغط ضريبي صارم، وفُرضّت ضريبة رؤوس باهظة في جزر ساكيشيما. نتيجة للظروف الاقتصادية القاسية، انتشر قتل الرُضّع وغيره من أساليب تحديد النسل، وكما حدث في جميع أنحاء جزر ريوكيو؛ لا يزال بالإمكان العثور على بقايا المواقع التي وقع فيها ذلك في جميع أنحاء جزر ساكيشيما. وقد فرضت ضرائب على سكان جزر ياياما أكثر من سكان مياكو، حيث كان المتمرد أوياكي أكهاتشي من ياياما. حظرت المملكة هجرة سكان الجزر وعزلتهم لمنع المقاومة الجماعية. تسبب زلزال ياياما في 1771 في حدوث موجات مد عاتية أودت بحياة 12.000، أو نصف سكان ساكيشيما بالكامل. ونظراً لتأثر التربة سلباً بالملوحة، تكرر وقوع المجاعات وتناقص عدد سكان الجزر حتى أوائل فترة ميجي.

## تحت الحكم الياباني
عقب إصلاح ميجي، في 1872، أعلنت الحكومة اليابانية من جانب واحد مملكة ريوكيو مقاطعة حينها وبدأت في دمج الجزر كجزء من اليابان. في 1879، بعد أن قاومت حكومة ريوكيو وعصيت الأوامر من طوكيو، لغت اليابان المقاطعة وخلعت الملك وأسست محافظة أوكيناوا. ومع ذلك، عارضت أسرة تشينغ الصينية هذا الإجراء، مطالبةً بسيادتها على المملكة السابقة. اقترحت اليابان التنازل عن جزر ساكيشيما، شريطة أن تضيف الصين وضع «الدولة الأولى بالرعاية» لصالح اليابان ضمن معاهدة الصداقة الصينية اليابانية. وافقت الصين في البداية، ولكن بعد اعتراضات من نائب الملك لي هونغ تشانغ، لم يتم التوصل إلى الاتفاق. أقرت الصين فعلياً بمطالباتها بالسيادة على ريوكيو، بما في ذلك جزر ساكيشيما، بعد أن هزمتها اليابان في الحرب الصينية اليابانية في 1894-95.
كان تحديث الحكومة اليابانية لساكيشيما بطيئاً مقارنة بتحديث اليابان أو حتى أوكيناوا. استمرت ضريبة الرؤوس الثقيلة حتى أواخر 1903. وفي الوقت نفسه، استخدمت الجزر على غرار تايوان، التوقيت الغربي الرسمي (ت ع م+08:00) حتى 1937، بالتأخر ساعة واحدة عن التوقيت الرسمي المركزي الياباني (ت ع م+09:00).

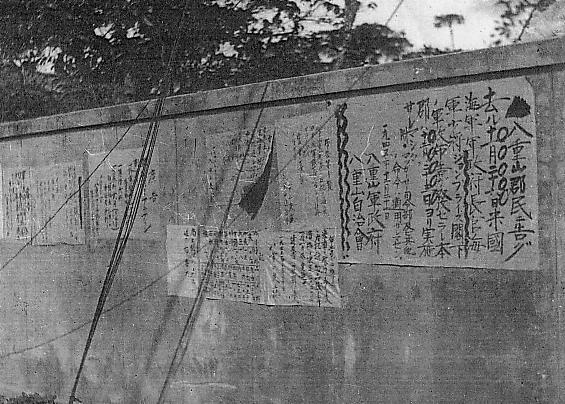
لوحة إعلانات لجمعية ياياما، ديسمبر 1945

خلال الحرب العالمية الثانية، اندلعت معركة جوية ضد أكبر جزيرتين من جزر ساكيشيما استمرت لمدة 82 يوماً من أجل تحييد مطارات الكاميكازي. قصفت خمس وعشرون حاملة طائرات أمريكية مرافقة وخمس حاملات سريعة ذات حجم أكبر مع تشكيلاتها الجوية المكونة من مقاتلات وقاذفات طوربيد إلى جانب قاذفات دورية بحرية ثقيلة ومجموعة متنوعة من المدمرات والمدمرات المرافقة جنباً إلى جنب مع أسطول المحيط الهادئ البريطاني، بالقنابل والصواريخ وبمدافعها، مدرجات هبوط الطائرات وأهداف أخرى يومياً بينما كانت المعركة البرية مستعرة في أوكيناوا على بعد 175 ميلاً. كانت هذه أقل معركة تحظى بشهرة، بالنظر إلى حجمها، ضمت الأمريكيين والبريطانيين خلال الحرب. لم تستسلم قوات الجيش الإمبراطوري الياباني (IJA) وقوات البحرية (IJN) المخضرمة البالغ عددها 32 ألفاً في مياكو إلا بعد 27 يوماً من استسلام اليابان رسمياً. ربما كانت كمية الذخائر التي اطلقت على جزر ساكيشيما تتجاوز الكمية التي استخدمت في جزيرة إيو جيما. لم تتعرض جزر ساكيشيما لغزو بري خلال الحرب العالمية الثانية، على الرغم من وقوع قدر كبير من الحرب المضادة للغواصات ومعارك القوافل في المياه المحيطة مباشرة بالأرخبيل في السنوات التي سبقت حملة أوكيناوا. فقد غرقت عدة غواصات أمريكية ويابانية بالقرب من هذه الجزر كونها شكلت حماية حيوية بعيدة عن ازدحامات النقل البحري للإمبراطورية في مضيق فورموزا (تايوان) ولوزون.[بحاجة لمصدر]
في يونيو 1945، أمرت الحكومة اليابانية السكان المحليين بالانتقال إلى شمال إشيغاكي وإريوموتي، حيث مات منهم 3.647 بسبب الملاريا. في المقابل، قتلت الغارات الجوية عدداً أقل بكثير: 174. وبعد هزيمة الجيش الإمبراطوري الياباني في أوكيناوا في وقت لاحق من ذلك الشهر، كان هناك فراغ في السيطرة العسكرية والحكومية على جزر ساكيشيما. حيث نهبت بعض قوات الحامية المحاصيل من المزارع أو انخرطت في أعمال عنف ضد السكان المحليين. شكل سكان إشيغاكي جمعية مجتمع ياياما (八 重 山 自治 会) لمواجهتهم. نظراً لأنها عملت كحكومة محلية مؤقتة، وصف بعض المؤرخين الجمعية لاحقاً بجمهورية ياياما (八 重 山 共和国).

## تحت السيطرة الأمريكية
أعلنت سلطات الاحتلال الأمريكية تأسيس نظام حكم عسكري في ديسمبر 1945، وبعودة محافظة مياكو الفرعية ومحافظة ياياما. توقفت الجمعية المحلية عن العمل. في 1952، أكدت معاهدة سان فرانسيسكو أن هذه الجزر تحت السيطرة الأمريكية. قُضيّ على الملاريا من الجزيرة في 1961. وأعيدت الجزر إلى اليابان في 1972، جنباً إلى جنب مع بقية محافظة أوكيناوا.

## حالياً
تتمتع جزر ساكيشيما حالياً بصناعة سياحية مزدهرة. تتنازع جمهورية الصين الشعبية وتايوان على ملكية جزر سينكاكو المجاورة، التي تتبع محافظة أوكيناوا ومدينة إشيغاكي سياسياً. بسبب هذا النزاع، تتواجد قوات الدفاع الذاتي اليابانية وخفر السواحل الياباني بدرجة كبيرة في جزر ساكيشيما.

## ثقافتها
توجد ثلاث لغات أصلية في الجزر؛ لغة مياكو في جزر مياكو ولغة يوناغوني في يوناغوني ولغة ياياما في جزر ياياما الأخرى. تنتمي كل هذه اللغات إلى فرع لغات ريوكيو الجنوبية من مجموعة لغات ريوكيو، التي تنتمي بدورها إلى مجموعة اللغات اليابانية. هذه اللغات ليست مفهومة بشكل متبادل. كما هو الحال في أوكيناوا، تستخدم اللغة اليابانية القياسية في المواقف الرسمية، بينما تستخدم اللغة اليابانية الأوكيناوية، أي خليط اليابانية القياسية مع كلمات ريوكيو الأصلية، مع تغييرات النطق وما إلى ذلك، بشكل شائع أيضاً.

## وصلات خارجية
- باليابانية 八重山地方の歴史 (تاريخ منطقة ياياما) و 宮古地方の歴史 (تاريخ منطقة مياكو) من mahae plus، الموقع الرسمي لمكتب أوكيناوا للمؤتمرات والزوار